# 1977年10月12日日食
1977年10月12日日食是一次日全食，發生於1977年10月12日（東半球為10月13日）。新月當天（即朔日），地球上觀測到月球和太阳的角距離極小，此時月球如果恰好在月球交點附近，穿過太阳和地球之間，與地球、太阳接近一直線，則會出現日食。月球本影接觸地表而使該區域完全得不到陽光，就會形成日全食，同時在本影兩側數千公里的半影範圍內遮擋部分陽光，形成日偏食。此次日全食經過了哥伦比亚和委內瑞拉兩國，日偏食則覆蓋了北美洲大部、南美洲西北半部及周邊部分地區。

## 日食概況

### 出現區域
太平洋北部西北夏威夷群島、阿留申群島、千島群島之間的洋面在10月13日日出時最先看到日全食，隨後月球本影向東南移動，不久就跨越國際日期變更線，然後經過很長的洋面，在墨西哥克拉里翁島西南約1000公里處達到最大食分，逐漸轉為向東移動。本影在哥伦比亚喬科省南部海岸初次接觸陸地，橫貫哥伦比亚，進入委內瑞拉後不久就在10月12日日落時分結束於亞馬遜州和玻利瓦尔州交界處。陸地上看到的日全食均在10月12日。
本影經過的陸地依次包括：
- 哥伦比亚：自西向東橫貫喬科省中部偏南後經過考卡山谷省東北部、里薩拉爾達省中南部、卡爾達斯省南部、金迪奧省北部，再橫貫托利馬省北部、昆迪納馬卡省中部，途中擦過波哥大首都區北端，又橫貫博亞卡省南部、卡薩納雷省中部偏南、比查達省北部後出境，其中波哥大處於全食帶南緣，其北郊能看見全食，是此次全食帶涉及的唯一首都；
- 委内瑞拉共和国：從亞馬遜州西北部入境後沿該州與玻利瓦尔州交界處向東，不久後離開地表。[3][4]

除了狹窄的全食帶內能看見日全食之外，月球半影覆蓋範圍內都能看到日偏食，包括密克羅尼西亞島群東半部、玻里尼西亞島群北半部、加拿大西部和南部、美国全境（含阿拉斯加州和夏威夷州）、百慕大、中美洲全境、苏联東部（今屬俄罗斯），以及南美洲的巴西西半部、智利北部、阿根廷北部、巴拉圭西北半部和除乌拉圭外南美洲其餘各國全境。其中大部分位於國際日期變更線以東，在10月12日看到日食，剩下的部分在10月13日看到日食。

### 基本參數
- 類型：日全食
- 食甚中心處（位於墨西哥克拉里翁島西南約1000公里的太平洋）資料：
  - 時間：1977年10月12日20:26:38.9
  - 地點：14°8.3′N 123°33.6′W / 14.1383°N 123.5600°W
  - 食分：1.0269（全食帶內最大）
  - 日全食持續時間：2分37.3秒

## 觀測
傑·珀薩喬夫教授率領的威廉姆斯学院觀測隊在美国國家地理學會資助下，乘船到太平洋東北部洋面上觀測了日全食。觀測隊拍攝了日全食時的天空和日冕圖片，以及日冕光譜和红外线圖片。

## 相關的日食

### 1975-1978年的日食
月球交替位於相對的月球交點時，以半個交點年（食年），即約177天又4小時間隔出現下列日食。
| 降交點   | 降交點                   |          | 升交點                   | 升交點 |
| 沙羅周期 | 地圖                     | 沙羅周期 | 地圖                     |        |
| 118      | 1975年5月11日 偏食（北） | 123      | 1975年11月3日 偏食（南） |        |
| 128      | 1976年4月29日 環食       | 133      | 1976年10月23日 全食      |        |
| 138      | 1977年4月18日 環食       | 143      | 1977年10月12日 全食      |        |
| 148      | 1978年4月7日 偏食（南）  | 153      | 1978年10月2日 偏食（北） |        |

### 沙羅周期
沙羅週期長度為18年11天。本次日食屬於沙羅週期143，共包含72次日食，依次為1617年3月7日至1779年6月14日的10次日偏食、1797年6月24日至1995年10月24日的12次日全食、2013年11月3日至2067年12月6日的4次全環食（亦稱混合食）、2085年12月16日至2536年9月16日的26次日環食、2554年9月28日至2873年4月23日的20次日偏食，總共歷時1280.14年。其中最長的全食發生於1887年8月19日，共持續了3分50秒。
下表列舉了1901年至2100年間發生的屬於該周期的日食，是第17至28次：
| 17            | 18             | 19             |
| ------------- | -------------- | -------------- |
| 1905年8月30日 | 1923年9月10日  | 1941年9月21日  |
| 20            | 21             | 22             |
| 1959年10月2日 | 1977年10月12日 | 1995年10月24日 |
| 23            | 24             | 25             |
| 2013年11月3日 | 2031年11月14日 | 2049年11月25日 |
| 26            | 27             |                |
| 2067年12月6日 | 2085年12月16日 |                |

## 資料來源
1. ↑  樊忠玉. . 中国天文科普网.   [2016-03-13]. （原始内容存档于2014-09-17）.
2. 1 2  Fred Espenak. . NASA Eclipse Web Site.   [2016-03-13]. （原始内容存档于2020-10-24）.（英文）
3. ↑  Fred Espenak. . NASA Eclipse Web Site.   [2016-03-13]. （原始内容存档于2020-10-24）.（英文）
4. ↑  Xavier M. Jubier. .   [2016-03-13]. （原始内容存档于2017-03-05）.（法文）（英文）
5. ↑  Fred Espenak. . NASA Eclipse Web Site.   [2016-03-13]. （原始内容存档于2008-08-29）.（英文）
6. ↑  . Williams College.   [2016-03-14]. （原始内容存档于2019-08-31）.（英文）
7. ↑  Fred Espenak. . NASA Eclipse Web Site.（英文）

## 外部連結
- NASA日食專頁（页面存档备份，存于）（英文）
- 可見區域圖和時間統計：由弗雷德·埃斯佩纳克做出的日食預報，NASA/GSFC
  - Google互動地圖呈現的日食範圍
  - 貝塞爾元素
- Google地圖顯示的日全食和日偏食範圍（页面存档备份，存于）（法文）（英文）

| \| \| 日食 \|                             |                               |                                          |
| 上一次日食： 1977年4月18日日食 （日環食） | 1977年10月12日日食 （日全食） | 下一次日食： 1978年4月7日日食 （日偏食） |
| 上一次日全食： 1976年10月23日日食         | 1977年10月12日日食 （日全食） | 下一次日全食： 1979年2月26日日食         |
|                                           | 日食                          |                                          |